# Nicolas de Roumanie (1985)
Ne doit pas être confondu avec Nicolas de Roumanie.
Nicolas (ou Nicolae) de Roumanie, né Nicholas de Roumanie Medforth-Mills mais souvent appelé par la presse Nicholas Medforth-Mills, est né le 1er avril 1985 à Meyrin, en Suisse. Il est un membre de la famille royale de Roumanie et le petit-fils de Michel Ier, dernier roi de Roumanie.
Aîné des petits-enfants du roi déchu Michel Ier, Nicolas de Roumanie est élevé, par ce dernier, au 3e rang dans l'ordre de succession au trône (après sa tante, la princesse héritière Margareta, et sa mère, la princesse Elena) le 30 décembre 2007. Il reçoit, par ailleurs, à ce moment, le titre de courtoisie de prince de Roumanie avec prédicat d'altesse royale. Le 1er août 2015, l'ancien souverain retire toutefois à Nicolas Medforth-Mills sa position et ses titres en raison de ce que l'ex-roi considère comme « un manque de qualité morale ». Toutes ces décisions sont cependant de caractère privé, la monarchie roumaine ayant été abolie en 1947.

## Famille
Nicolas est le fils de la princesse Elena de Roumanie (1950) et de son premier époux, le haut fonctionnaire de l'ONU et universitaire britannique Robin Medforth-Mills (en) (1942-2002). Par sa mère, Nicolas est l'aîné des petits-enfants de l'ex-roi Michel Ier (1921-2017) et de son épouse la princesse Anne de Bourbon-Parme (1923-2016), ce qui l'apparente à la plupart des familles souveraines européennes.

## Biographie

### Jeunesse
Nicolas voit le jour en Suisse, où son père travaille alors comme professeur de géographie pour le compte des Nations unies. Après sa naissance, la famille part pour le Soudan, où elle reste trois ans, avant de s'installer à Durham, dans le nord de l'Angleterre. À l'âge de 14 ans, Nicolas intègre le Shiplake College, un pensionnat de l'Oxfordshire. Il devient alors chef d'internat (head of house), et capitaine de l'équipe de hockey sur gazon de son école.
Après ses études secondaires, Nicolas parcourt le monde, voyageant en Afrique (Kenya, Madagascar, Soudan), en Amérique (Oregon) et en Asie (Thaïlande). De retour au Royaume-Uni, il travaille un temps dans un supermarché avant de s'inscrire au Royal Holloway College University of London, où il étudie le commerce et le management.

### Liens avec la Roumanie
Nicolas découvre pour la première fois la Roumanie à l'âge de 7 ans, en 1992. Ses liens avec le pays de son grand-père maternel restent toutefois lointains et ce n'est qu'en 2012 qu'il commence à apprendre la langue de ses ancêtres maternels. À partir de 2007, l'ex-roi Michel Ier envisage cependant d'inscrire son petit-fils dans le nouvel ordre de succession à la couronne roumaine (derrière sa tante, la princesse Margareta, et sa mère, la princesse Elena) qu'il prétend instituer. Cependant, le jeune homme hésite et il n'accepte le projet de son grand-père qu'en 2009.
En 2010, Michel Ier titre finalement son petit-fils, alors âgé de 25 ans, prince de Roumanie avec le prédicat de courtoisie d'altesse royale. Deux ans plus tard, Nicolas fait le choix de s'installer en Roumanie. Après un séjour linguistique dans la région de Iași, le jeune homme emménage dans un appartement situé près du palais Elisabeta, où réside sa tante, la princesse héritière. Il trouve, par ailleurs, un emploi dans une maison d'édition appelée Curtea Veche Publishing.

### Exclusion de la succession au trône
Le 1er août 2015, Nicolas est exclu de la succession au trône de Roumanie et privé de ses titres de courtoisie par son grand-père. Dans son communiqué, l'ancien roi justifie sa décision en expliquant que la Roumanie a besoin, selon lui, d'un monarque « marqué par la modestie et les principes moraux ». Le choix de Michel Ier cause la stupeur parmi les soutiens de la monarchie et provoque l'apparition de nombreuses rumeurs concernant les causes réelles de la mise à l'écart de Nicolas. Certains articles de presse avancent ainsi que le prince a été dépouillé de son titre en raison de son orientation sexuelle.
D'autres sources, comme la biographe américaine Marlene Eilers Koenig, affirment que l'exclusion de Nicolas de la succession royale serait due en réalité à la naissance présumée d'un enfant illégitime, issu d'une relation d'un soir avec Nicoleta Cîrjan. La petite fille, née le 9 février 2016 et prénommée Iris Anna, n'a cependant pas été reconnue par le prince.
Le 13 juillet 2017, Nicolas publie cependant un communiqué à l'occasion de la commémoration du 90e anniversaire de la mort du roi Ferdinand Ier, son arrière-arrière-grand-père, et de la première accession au trône de Michel Ier, son grand-père, dans lequel il déclare « prendre le relais de [ses] ancêtres, les créateurs de la Roumanie moderne, et de marcher avec [son] peuple dans la réalisation de [son] destin historique ».

### Mariage et descendance
Le 29 juillet 2017, Nicolas de Roumanie annonce ses fiançailles avec Alina-Maria Binder (née le 26 janvier 1988), journaliste et présentatrice de la télévision roumaine, dont la famille paternelle est d'origine allemande. Avant de rencontrer Nicolas de Roumanie, Alina-Maria a été pendant six ans la compagne de Sebastian Blaga, le fils de l'homme politique roumain Vasile Blaga, président du Sénat de Roumanie. Alina-Maria est la fille de Heinz Binder, ancien pilote professionnel d'avion roumain (président de l'Association nationale des aviateurs retraités roumains), et de Rodica Binder (née Iancu), universitaire et docteur en philologie, essayiste et journaliste de presse et de radio roumaine. 
Nicolas et Alina-Maria se marient civilement le 6 octobre 2017 à Henley-on-Thames, mais c’est en Roumanie, à Sinaia où ils vivent désormais, qu'ils s'unissent religieusement le 30 septembre 2018. Les princesses Margareta et Elena, respectivement tante et mère du marié, ont boycotté les cérémonies.
Ils ont deux enfants :
1. Maria Alexandra de Roumanie Medforth-Mills, née le 7 novembre 2020 à Bucarest
2. Mihai de Roumanie Medforth-Mills, né le 15 avril 2022 à Bucarest[12].

## Titulature
- 30 décembre 2007 - 1er avril 2010 : Son Altesse Royale Nicolas de Roumanie Medforth-Mills, prince de Roumanie ;
- 1er avril 2010 - 1er août 2015 : Son Altesse Royale le prince Nicolas de Roumanie.

### Publications du prince
- (en) Filip-Lucian Iorga et Nicholas of Romania, The Road Home, Curtea Veche Publishing, 2014  (ISBN 978-606-588-794-7)
- (en + ro) Nicolai al României, Bunicul meu Regele Mihai, editura Vremea, 2021  (ISBN 978-606-081-065-0)

### Sur le prince
- (en)  Diana Mandache, « HRH Prince Nicholas of Romania. The Lost Prince of Romania », Eurohistory. The European Royal History Journal, vol. 18, 6, décembre 2015.

## Presse en ligne
- Marie-Eudes Lauriot Prévost, « Rencontre avec le prince Nicolas de Roumanie », Point de Vue, no 3480,‎ 1er avril 2015 (lire en ligne).
- (en) Tom Sykes, « Meet the Romanian Prince Who Will Never Be King », The Daily Beast,‎ 19 août 2015 (lire en ligne, consulté le 8 septembre 2015).
- (en) AP, « Romania prince stripped of title by former king for lacking 'modest moral principles' », The Daily Telegraph,‎ 11 août 2015 (lire en ligne, consulté le 8 septembre 2015).
- (en) Emma Graham-Harrison, « Prince Nicholas, Romanian royal with the common touch, cut from succession », The Guardian,‎ 11 août 2015 (lire en ligne, consulté le 8 septembre 2015).
- Patrick Baumann, « Le combat du prince déchu de Roumanie », L'Illustré,‎ 27 janvier 2019 (lire en ligne).
- Pauline Sommelet (photogr. Jean-Guy Python), « Interview exclusive de Nicolas de Roumanie : "Cet acquittement me donne de la force" », Point de Vue, no 3820,‎ 3 novembre 2021 (lire en ligne ).